# Йонги Мингюр Ринпоче
Йонги Мингюр Ринпоче е тибетски будистки монах и лама в традициите Карма Кагю и Нийнгма. В началото на 2000 година започва обиколки в Европа, САЩ и Азия. Създава мрежа от центрове за изучаване и практикуване на будизъм, известни като медитационна общност на Йонги Мингюр Ринпоче – Тергар. Привлича много ученици с присъщото си чувство за хумор и лекотата, с която предава сложни учения на съвременните хора. Автор е на два бестселъра.

## Биография
Мингюр Ринпоче е роден в Нурбу, Непал, през 1975 година. Той е най-малкият син в семейството на известния тибетски учител по медитация Тулку Урген Ринпоче и Сонам Чодрон, потомка на двама тибетски царе – Сонгцен Гампо и Трисонг Децен. На три годишна възраст той е обявен от Шестнадесетия Кармапа за седмото превъплъщение на Йонги Мингюр Ринпоче – учен и медитатор, живял през седемнадесети век. Почти по същото време Дилго Кхиенце Ринпоче съобщава на родителите му, че синът им е и превъплъщение и на Кябдже Кангюр Ринпоче.
Първият учител по медитация е дядо му. Официално започва да практикува под ръководство на баща си когато е на 9-годишна възраст в Наги Гомпа  – малка отшелническа обител в покрайнините на долината на Катманду. През следващите три години получава от задълбочени учения и практики от Махамудра и Дзогчен.
На единадесет години започва обучение в манастира Шераб Линг в Северна Индия, който е седалище на Тай Ситу Ринпоче и един от най-важните манастири в Кагю традицията. На тринадесет годишна възраст моли Тай Ситу Ринпоче и баща си да започне първият си тригодишен ретрийт. Те се съгласяват и на тази необичайно ранна възраст Мингюр Ринпоче започва под ръководството на Салджей Ринпоче. След завършването му Ринпоче е поканен за ръководител на следващия и така на седемнадесет годишна възраст става най-младият ръководител на ретрийт в историята на тибетския будизъм.
На деветнадесет годишна възраст се записва в колежа към манастира Дзонгсар, където под ръководство на Кхенпо Кунга Вангчук изучава основни теми от будистката традиция, включително философията за средния път и будистка логика.
На двадесет годишна възраст е поканен от Тай Ситу Ринпоче за игумен на манастира Шераб Линг. В тази нова роля той е инструмент за създаване на нов манастирски колеж, където работи като помощник учител, едновременно с това изпълнява и задълженията си като ръководител през своя трети тригодишен ритрийт. През периода до неговата двадесет и пета годишнина Ринпоче често е бил в ретрийт от един до три месеца, като същевременно с това продължавал да изпълнява задълженията си в манастира Шераб Линг. На двадесет и три годишна възраст получава пълно монашеско посвещение.

## Важни приемствености
По времето когато придобива пълно монашеско посвещение, Мингюр Ринпоче получава важна Дзогчен приемственост от великия Ньошул Кхен Ринпоче – известен учител от школата Нийнгма. За общо сто дни, разпределени в продължение на няколко години, великият майстор на медитацията Ньошул Кхен Ринпоче предава устна приемственост на Сърдечната същност на великото съвършенство. Тези учения за пробив (трекчьо) и директен скок (тьогал) на Дзогчен приемствеността са изключително тайни и могат да се предават само на един човек в даден момент. Подобно на начина, по който е учил при неговия баща, Ринпоче е получавал медитационни инструкции и се е връщал за още учения само след директно преживяване на това което вече е научил. Тази рядка форма на обучение е известна като „преживяване на насоки“.
В годините след това Ринпоче продължава да учи петте традиционни теми в будистката традиция – Мадхямака, Праджняпарамита, Абхидха́рма, Прамана и Виная.
Получавал е важни Дзогчен трансмисии и от Кябдже Трулшик Ринпоче, включително Нингма Кама и Нингтик Ябши. Участвал е и в приемствености на Джамгон Конгтрул, като Ринчен Тердзьо и Дамгаг Дзьо.

## Ринпоче и науката
През 2002 година, по молба на негово светейшество Далай Лама, Мингюр Ринпоче участва в качеството си на един от осмина опитни будистки медитатори в поредица от неврологични изследвания. Те са проведени от доктор Антоан Люц и доктор Ричард Дейвидсън – световноизвестен специалист по невронаука и член на Съвета на научните консултанти към Националния институт за душевно здраве в САЩ. Изследването е направено в лабораторията „Уайсман“ в Мадисън, Уисконсин. Осъществено е с последно поколение функционален магнитен резонанс, имащ възможност да заснема променящото се ниво на активност в различни области на мозъка. Също така е проведено и изследване с ЕЕГ, като са използвани 128 електрода (стандартното изследване се провежда с шестнадесет), даващи възможност за измерване на електрическата активност дълбоко в мозъка.
Пред списание Тайм доктор Дейвидсън споделя: „Не очаквахме да видим нещо чак толкова драматично“. Изследванията показват, че по време на медитация, гама вълните в мозъка на опитен медитатор са много повече и много по-интензивни от тези при контролната група. Също така движението на вълните е много по-координирано при опитните медитатори. Според заключението на Дейвидсън, резултатите от проучването показват, че медитацията има траен ефект върху мозъка.

## Фонд Йонги
През 2003 година Мингюр Ринпоче основава фонд за подпомагане на дейността му по цял свят. Тази дейност включва също строителството и поддръжката на манастира Тергар в Бодхгая и подпомагането на младите монаси.

## Центрове
Под ръководството на Ринпоче е създадена мрежа от над петдесет центъра в Америка, Европа, Азия и Австралия . Целта на тези центрове е да дадат възможност на съвременните хора да се докоснат до древните будистки учения и медитации.

## Последователни прераждания
Преди раждането на Йонги Ринпоче, баща му е сънувал, лама с величествено присъствие, облечен в бели дрехи, който казал: „Аз съм Мингюр Ринпоче, дойдох да живея в дома ти“. Месец преди раждането на Ринпоче, луната изглеждала свързана с покрива и предната част от къщата на Урген Ринпоче, посредством бял лъч светлина. Това се случило много пъти, което изумило местните жители. Името дадено от баща му било Лхундруб Дордже. След като Шестнадесетият Карамапа го разпознава като превъплъщение на Мингюр Ринпоче, му дава будистко име Карма Тензин Гюрме Чоки Дордже 
- Ваджрапани – основна еманация от която произхождат следващите превъплъщения на Мингюр Ринпоче
- Нируддха – ученик Буда
- Принц Мутри Ценпо, най-големият син на цар Тисонг Децен и ученик на Гуру Падмасамбхава
- Ринчен Пунцог – великия тертон Дрикунг (1509 – 1557)
- Ригдзин Джацен Нингпо (1585 – 1656)
- Намчо Мингьюр Дордже (1645 – 1667)

В следващите превъплъщения били 21 велики тертони с име Нуден, след които било и първото превъплъщение на Йонги Мингюр Ринпоче.
- Йонги Мингюр Дордже (1628/41 – 1708), ученик на Карма Чагме
- Йонги Мингюр Дордже, който е бил известен като „триокият Йонги“
- Йонги Мингюр Дордже, Римо Йонги Дордже
- Йонги Мингюр Дордже, Траген Мингюр Дордже
- Йонги Мингюр Дордже, Шаха Мингюр Дордже
- Йонги Мингюр Дордже, Нера Мингюр Дордже
- Йонги Мингюр Дордже, Лхундруб Дордже (1975 – )

## Книги
- Радостта да живееш [8]
- Радостна мъдрост [9]
- Зижи: Кученцето което се научи да медитира [10]
- Преобразуване на объркването в яснота (Turning Confusion into Clarity) [11]

## Дейности
През 2007 година Ринпоче завършва строителството на манастира Тергар в Бодхгая, който служи на голям брой хора, посещаващи събитията на това място. От 2010 година е игумен и на манастира Тергар Осел Линг в Катманду, основан от неговия баща.
През юни 2011 година Ринпоче напуска своя манастир без пари и вещи, като това е началото на неговия нов тригодишен ритрийт. Преди да замине оставя прощално писмо. През този период Ринпоче пътува от място на място, без предварителни планове или цели .

На 2 ноември 2015 година е получено съобщение, че Ринпоче е приключил своя ритрийт .